# Christoph Ludwig Agricola
Christoph Ludwig Agricola (noto in Italia come Cristoforo Ludovico Agricola) (Ratisbona, 5 novembre 1667 – Ratisbona, 8 agosto 1719) è stato un pittore e incisore tedesco.

## Biografia
Autodidatta, si stabilì in Italia, dove subì l'influenza del Poussin. Dimorò probabilmente a Napoli, per poi tornare a Ratisbona, dove rimase fino alla morte. Pare sia stato maestro di un tale Fabio Ceruti, probabilmente il padre del Pitocchetto.

## Opere
Fu pittore prevalentemente di paesaggi, spesso caratterizzati dalla presenza di elementi architettonici e figure. Il Bénézit gli attribuì alcuni dipinti conservati agli Uffizi, a Vienna, Breslavia e Kassel; pure suoi sono paesaggi alla Pinacoteca di Dresda e nella collezione borromea di Isola Bella. Alla Regia Pinacoteca di Torino è conservato un Riposo in Egitto.